# Scopula corrupta
Scopula corrupta är en fjärilsart som beskrevs av Louis Beethoven Prout 1931. Scopula corrupta ingår i släktet Scopula och familjen mätare. Inga underarter finns listade.